# Grote Berg
Grote Berg är en ort i Curaçao. Den ligger i den nordvästra delen av landet, 11 km nordväst om huvudstaden Willemstad.